# Обершена
Обершена (нім. Oberschöna) — громада в Німеччині, розташована в землі Саксонія. Входить до складу району Середня Саксонія.
Площа — 44,22 км2. Населення становить 3325 ос. (станом на 31 грудня 2020).